# Paso Jama Sur
Paso Jama Sur (23°13′S 67°03′O / -23.217, -67.050) es un paso de frontera entre la República Argentina (Provincia de Jujuy) y la República de Chile, el paso tiene habilitación permanente y su finalidad es el ingreso a Chile de un gasoducto a la II Región de Antofagasta, la policía más cercana se encuentra en San Pedro de Atacama a 167 km de distancia. El paso está restringido y solo se permiten operaciones para atender el normal funcionamiento del ducto. La altura del paso es de 4.205 m s. n. m..